# Kratersko višavje
Kratersko višavje (Ngorongoro Highlands) je geološka regija vzdolž Velikega tektonskega jarka, podaljšku Velike riftne doline v regiji Aruša in delih severne regije Manyara v severni Tanzaniji.

## Geologija
Višavja so v območju širjenja na stičišču vej dveh tektonskih plošč, Afriške plošče in Somalske plošče, kar ima za posledico značilne in vidne oblike tal.
Višavje je poimenovano po številnih prisotnih kraterjih in kalderah. Kot je običajno v območjih širjenja, je tukaj mogoče najti vulkane. Magma, ki se dvigne, da zapolni vrzeli, doseže površino in gradi stožce. Kaldere nastanejo, če vulkan eksplodira ali se zruši, po izpraznitvi komore magme spodaj, nadaljnje širjenje pa lahko tudi zlomi vulkane.

## Geografija
V kraterskem višavju so:
- Krater Ela Naibori
- Gora Gelai
- Gora Kitumbeine
- jezero Eyasi
- Gorovje Meto
- Mount Loolmalasin
- Krater Ngorongoro

## Obisk
Obstajajo različni slikoviti sprehodi in pohodi, ki zahtevajo različne stopnje telesne pripravljenosti, pa tudi izleti do slavnega kraterja Ngorongoro, in tudi obiski lokalnih vasi.